# Semibullvalen
Semibullvalen ist eine chemische Verbindung aus der Gruppe der ungesättigten polycyclischen aliphatischen Kohlenwasserstoffe. Die Verbindung wurde erstmals 1966 durch Howard E. Zimmerman beschrieben. In Anlehnung an den C10H10-Kohlenwasserstoff Bullvalen, von dem es sich durch eine fehlende Ethylenbrücke unterscheidet, wurde die Verbindung als Semibullvalen bezeichnet.

## Synthese
Die Erstsynthese von Semibullvalen erfolgte durch photochemische Isomerisierung von Barrelen, bei der als weiteres Nebenprodukt das Valenzisomer Cyclooctatetraen entsteht.
Eine alternative Synthese geht von Cyclooctatetraen aus, das sich mit Azodicarbonsäurediethylester in wenigen Schritten zu einem Diazabasketanderivat umsetzen lässt. Diese Zwischenstufe isomerisiert in Gegenwart von Silbertetrafluoroborat zu einem Diazasnoutanderivat. Durch eine decarboxylierende Verseifung erhält man eine Hydrazinverbindung, die sich durch Oxidation mit Mangandioxid unter Eliminierung von Stickstoff zu Semibullvalen umsetzt.
Bei 300 °C isomerisiert Cyclooctatetraen reversibel zu Semibullvalen.
Diese Umlagerung wird auch bei der thermischen Umwandlung von Cuban über Cunean und Semibullvalen zu Cyclooctatetraen beobachtet.

## Eigenschaften
Semibullvalen ist ein überbrücktes 3,4-Homotropiliden und zeigt wie andere überbrückte Homotropilidene, beispielsweise Barbaralan, Bullvalen, das Phänomen der degenerierten Cope-Umlagerung.
Diese Fluktuation der Bindungen erfolgt deutlich schneller als bei anderen überbrückten Homotropilidenen. Das 1H-NMR-Spektrum der Verbindung zeigt drei Signale für Ha, Hb, Hc im Verhältnis 2:4:2. Auch bei einer Temperatur von −110 °C werden die Mischsignale für Ha und Hb nicht in jeweils zwei verschiedene Signale separiert, d. h., auch bei diesen Bedingungen findet die Cope-Umlagerung nach wie vor schnell statt. Dies ist bei den anderen überbrückten Homotropilidenen nicht der Fall.